# Abdul Halim (Indonésia)
Vista da sepultura.
Abdul Halim (27 de dezembro de 1911 - 4 de julho de 1987) foi um político indonésio que serviu como o 4º primeiro-ministro da Indonésia. Halim frequentou o HIS, MULO, AMS B e Geneeskundige Hoge School (Escola de Medicina) em Jacarta.

## Carreira
Abdul Halim esteve envolvido em várias atividades, desde política até educação e esportes. Ele foi o quarto primeiro-ministro da República da Indonésia durante o período de janeiro de 1950 a setembro de 1950. Ele também foi o primeiro ministro da Defesa da República da Indonésia (setembro de 1950 no Gabinete Natsir). Halim também contribuiu para o estabelecimento do Governo de Emergência da República da Indonésia na Sumatra Central, juntamente com Johannes Leimena e Muhammad Natsir. Como médico, Abdul Halim foi diretor do RSUP (agora Dr. Cipto Mangunkusumo Hospital, ou RSCM) de julho de 1951 a julho de 1961, e trabalhou como Inspetor Geral até sua morte em 4 de julho de 1987.

Longe da política, Halim, que tinha como hobby jogar futebol, esteve envolvido na formação do time Voetbalbond Indonesische Jacatra (atual Persija) em 1928, e foi presidente do VIJ (Persija) por vários anos. De 1951 a 1955 foi vice-presidente e depois presidente do Comitê Olímpico da Indonésia. Em 1952 liderou o primeiro contingente indonésio a participar das Olimpíadas.